# Живко Гелев
Живко Гелев е български общественик, деец на Македонското студентско дружество „Вардар“.

## Биография
Живко Гелев е роден в град Скопие, тогава в Османската империя. Сътрудничи на издаването на вестник „Устрем“ (1923 – 1926) и на списанието „Родина“ (1926 – 1934). По това време е избран за председател на Македонското студентско дружество „Вардар“.
През юли 1929 година е избран в ръководството на Съюза на македонските студентски дружества в чужбина в Париж.
В полицейски доклад от 17 октомври 1934 г. (по повод на атентата в Марсилия) се казва: „В Париж има студент на име Живко Гелев, извънредно активен човек на организацията, но не е терорист. Родителите на Живко Гелев, които са от Македония, живеят в София.“